# Emagines
Emagines ist ein von 2006 bis 2012 durch die Deutsche Forschungsgemeinschaft gefördertes Projekt zur elektronischen Archivierung der umfangreichen und teilweise sehr alten Bildbestände des Deutschen Archäologischen Instituts (DAI). Diese werden in einer strategischen Langzeitplanung digitalisiert und über die vom Deutschen Archäologischen Institut und der Arbeitsstelle für digitale Archäologie (CoDArchLab) betriebene Webdatenbank Arachne weltweit zugänglich gemacht werden.

## Voraussetzungen und Ziele
Begonnen wurde das Projekt 2006 mit Glasnegativen der Auslandsabteilungen des DAI in Athen, Istanbul und Kairo (Emagines1), 2008 kamen in der zweiten Projektphase Negative aus Rom, Madrid sowie der Zentrale in Berlin und der Eurasienabteilung hinzu (Emagines2). Mit der dritten und bisher letzten Projektphase (Emagines3) wurden die Daten mit weiteren 60.000 gescannte Glasnegative aus den Abteilungen Athen und Rom sowie aus den Fototheken der Zentrale und der Orientabteilung auf insgesamt mehr als 150.000 Scans aufgestockt. Diese Negative enthalten historische Aufnahmen mit Schwerpunkten in der antiken Skulptur, Topographie und Architektur, wobei einige Motive heute nicht mehr oder nicht mehr in der damals festgehaltenen Form existieren. Zudem sind sie akut vom physischen Zerfall bzw. von Zerstörung – z. B. durch Umwelteinflüsse, Naturkatastrophen wie Erdbeben und nicht zuletzt durch die manuelle Nutzung – bedroht.
Ein Ziel des Projektes Emagines ist daher die dauerhafte digitale Konservierung des in den Glasnegativen enthaltenen Informationsbestandes. Darüber hinaus wird durch die Bereitstellung der Negative innerhalb der Arachne (Bilddatenbank) eine übergreifende Nutzung des Bildmaterials ermöglicht, was bislang v. a. durch die inhomogene Dokumentationslage und die teilweise Überschneidung des Materials verhindert wurde. Die digitalisierten Bildbestände des Projektes bleiben urheberrechtliches Eigentum des DAI und werden dem Arachne-Gast daher mit dem Wasserzeichen des DAI gezeigt. Die Internet-Präsentation der Bilder dient zugleich als Plattform für ein online-Bestellsystem, welches sich zurzeit in der Probephase befindet.
Im Rahmen der datenbanktechnischen Verarbeitung werden die vom DAI gelieferten Textinformationen zu den auf den Negativen abgebildeten Objekten optimiert, indem z. B. entsprechende neuere Forschungsliteratur angegeben wird. Doch nicht nur inhaltlich, sondern auch technisch wurde die Datenbank Arachne verändert, um dem heterogenen Material des Projekts gerecht zu werden, welches gattungsmäßig, chronologisch und kulturgeschichtlich extrem breit gestreut ist. Für eine ganze Reihe solcher Objektgruppen wurden daher neue Eingabemasken entwickelt, um die zentralen Eigenschaften des betreffenden Materials beschreiben zu können. Bei bestehenden Eingabemasken waren Erweiterungen und Anpassungen notwendig.

## Arbeitsablauf
Um die empfindlichen Bestände nicht durch Ferntransporte zu gefährden, werden die Glasnegative in gleichzeitigen Aufnahmeprozessen in den einzelnen Abteilungen des DAI gescannt. Von dort werden die Scans dem FA zugesandt, wo sie digitalphotographisch und datenbanktechnisch weiterverarbeitet sowie im SAN der Universität zu Köln für das DAI langzeit-gespeichert werden.
Der Forschung wird somit ein zentraler Dokumentationskomplex des DAI webbasiert zugänglich gemacht.

## Daten
Ende 2009 waren über 80.000 Glasnegative über Arachne abfragbar, von denen ca. 44.000 zu Emagines2 gehören. Eine unscharfe Metasuche nach der Zeichenkette 'Emagines' führte zu einer Gesamtübersicht von über ca. 48.000 (Ergebnisse der Teilprojekte Emagines 1 und Emagines 2) Objektdatensätzen verschiedener Kategorien, denen die Glasnegative in Arachne zugeordnet sind. In der sog. Bildernavigation konnten die genannten 80.000 Bilddatensätze abgefragt werden, die das Glasnegativ als solches adressieren.
Seit der letzten Phase (Emgines3) sind zum Stichwort "Emagines" mehr als 63.000 Objektdatensätze zu verzeichnen. Insgesamt 152.096 Bilddatensätze mit primären Metadaten und Objektverknüpfungen können abgefragt werden.